# Lorvão
Lorvão è una freguesia (frazione) portoghese di 3 898 abitanti situata nel comune di Penacova, nel distretto di Coimbra, nella regione del Centro.
A Lorvão c'è il monastero di san Mamede.

## Località
Le seguenti località sono comprese nella freguesia di Lorvao: Foz do Caneiro, São Mamede, Aveleira, Roxo, Paradela do Lorvão, Chelo, Rebordosa.